# سقوط آشور
وقع سقوط آشور عندما سقطت المدينة الأولى والعاصمة القديمة للإمبراطورية الآشورية الحديثة أمام قوات الميديين. إن نهب المدينة الذي أعقب ذلك السقوط دمر المدينة إلى حد ما؛ مع ذلك فقد تعافت خلال الإمبراطورية الأخمينية ويبدو أنها كانت دولة آشورية شبه كاملة أو مستقلة خلال الإمبراطورية الفرثية قبل أن يغزوها الساسانيون في أواخر القرن الثالث الميلادي. لقد ظل الآشوريين يسكنون المدينة حتى مجازر تيمورلنك في القرن الرابع عشر الميلادي.

## الخلفية
منذ نهاية عهد آشوربانيبال في 627 قبل الميلاد كانت الإمبراطورية الآشورية الحديثة في وضع مكشوف وحرج؛ أثبتت الحرب الأهلية، والثورات في بابل، والأناضول، والقوقاز، وفي بلاد الشام، بجانب الغزوات الميدية والبابلية والسكيثية، الكثير عن الإمبراطورية التي مزقتها الحرب الأهلية. في عام 616 قبل الميلاد، أسس البابليون استقلالهم الفعلي عن الآشوريين.

## الاعتداء على المدينة
في 615 قبل الميلاد، غزا الميديين وحلفاؤهم عرفة. في العام التالي، حاصروا آشور. كان معظم ما بقي من الجيش الآشوري في نينوى، غير قادر على المساعدة. وأخيرًا، بعد الاشتباكات اليدوية الدامية (تم العثور على العديد من الجماجم والهياكل العظمية في وقت لاحق)، يبدو أن المدينة أخذت في عام 614 قبل الميلاد.